# Rully (Oise)
Rully ist eine französische Gemeinde mit 751 Einwohnern (Stand: 1. Januar 2022) im Département Oise in der Region Hauts-de-France (vor 2016: Picardie). Sie gehört zum Arrondissement Senlis und zum Kanton Pont-Sainte-Maxence. Rully gehört zum Gemeindeverband Communauté de communes Senlis Sud Oise.

## Geographie
Rully liegt etwa 21 Kilometer südsüdwestlich von Compiègne und etwa 50 Kilometer nordnordöstlich von Paris. Hier entspringt die Aunette. Umgeben wird Rully von den Nachbargemeinden Raray im Norden, Néry im Nordosten, Trumilly im Osten, Fresnoy-le-Luat im Südosten, Montépilloy im Süden, Barbery im Südwesten sowie Brasseuse im Westen.

## Bevölkerungsentwicklung
| Jahr                      | 1962 | 1968 | 1975 | 1982 | 1990 | 1999 | 2006 | 2013 |
| Einwohner                 | 606  | 561  | 587  | 561  | 627  | 732  | 725  | 730  |
| Quelle: Cassini und INSEE |      |      |      |      |      |      |      |      |

## Sehenswürdigkeiten
Siehe auch: Liste der Monuments historiques in Rully (Oise)
- Kirche Notre-Dame-Saint-Rieul aus dem 12. Jahrhundert, seit 1862 Monument historique
- Kirche Saint-Georges von Bray aus dem 12. Jahrhundert, seit 1951 Monument historique
- Priorat Saint-Victor in Bray, seit 1943 Monument historique
- Herrenhaus aus der Renaissancezeit

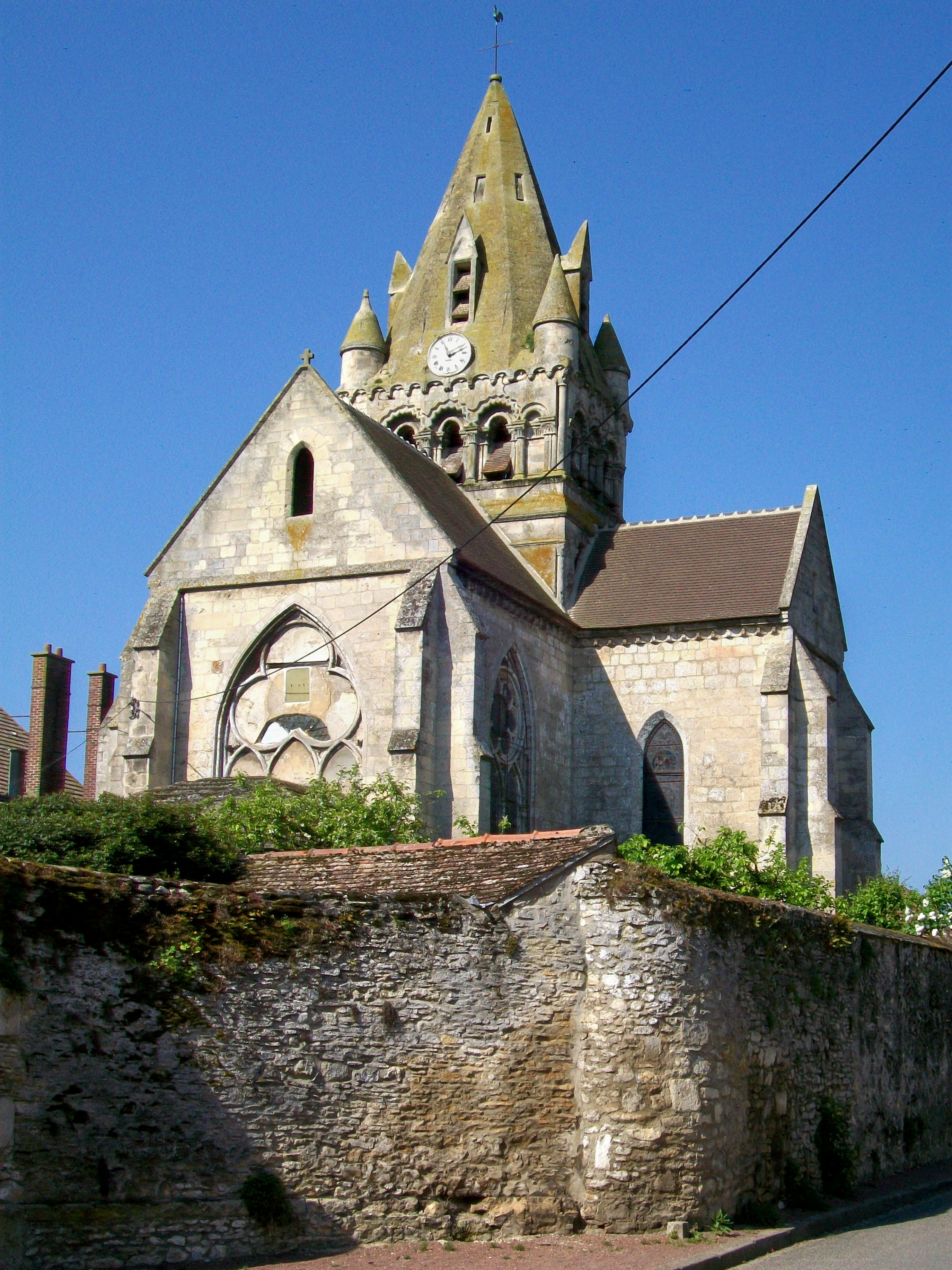
Kirche Notre-Dame-Saint-Rieul
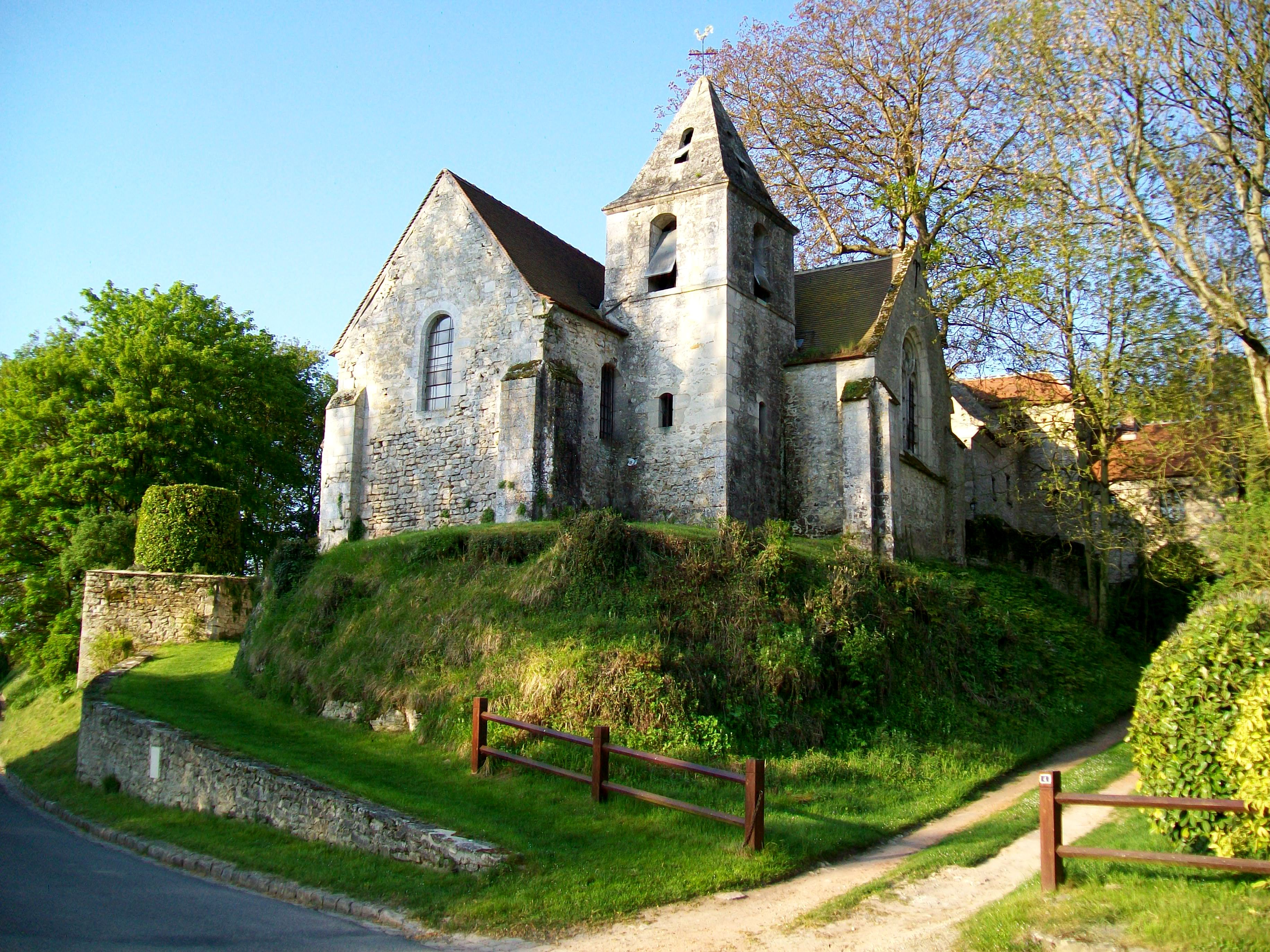
Kirche Saint-Georges von Bray
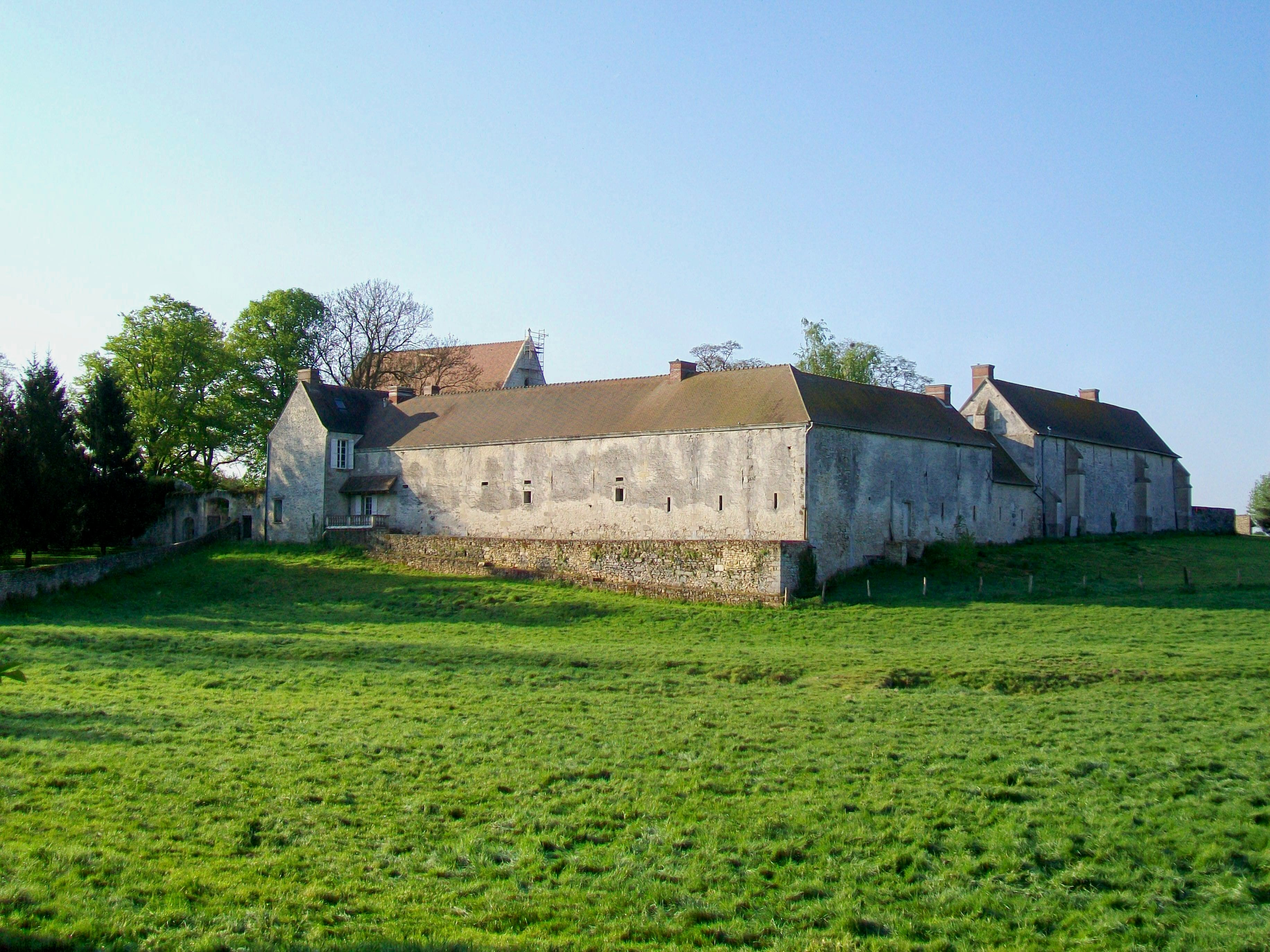
Priorei Saint-Victor
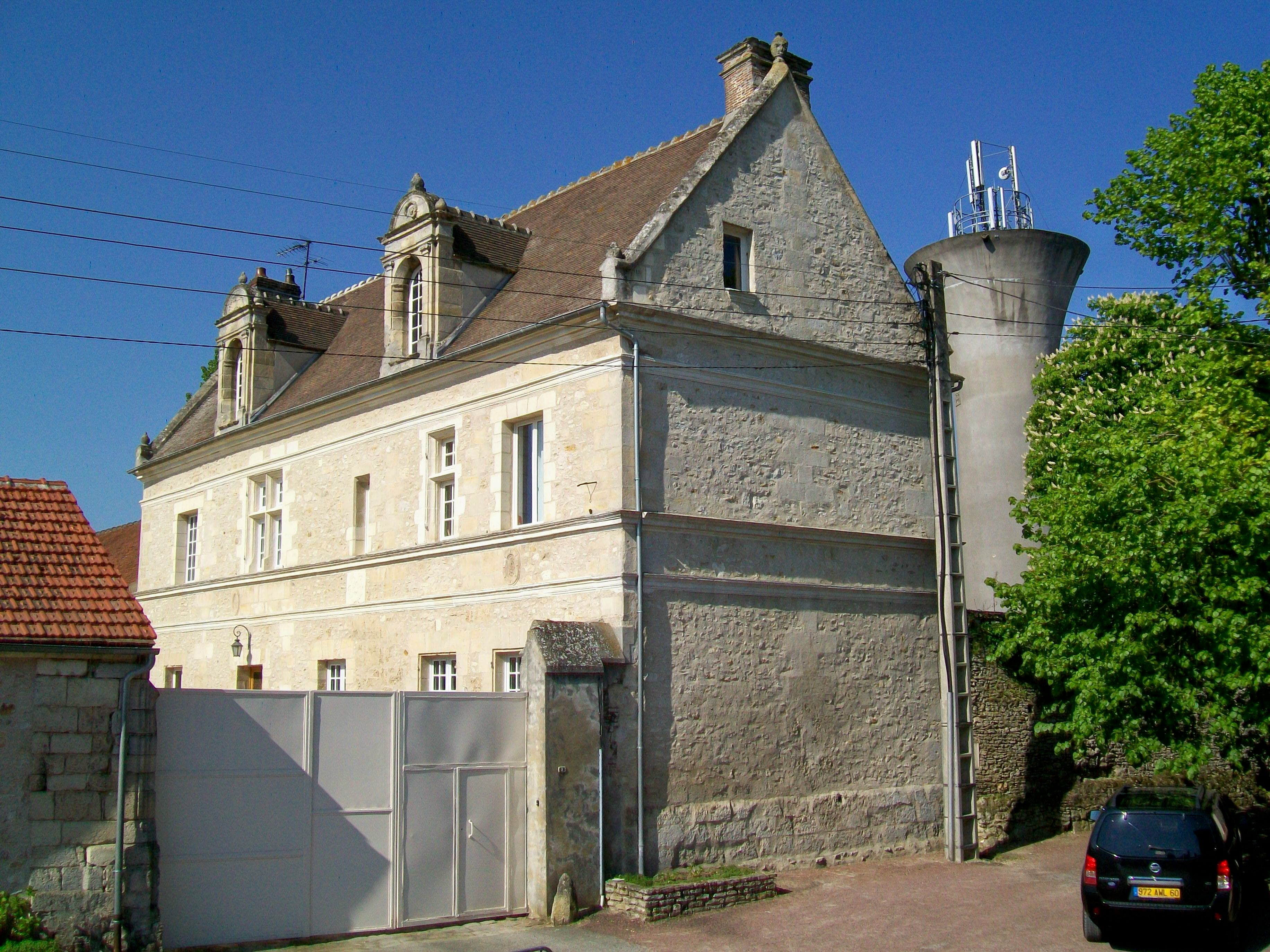
Herrenhaus